# Nautaþúfa
Nautaþúfa är ett berg i republiken Island. Det ligger i regionen Norðurland vestra, 170 km nordost om huvudstaden Reykjavík. Toppen på Nautaþúfa är 923 meter över havet.
Trakten runt Nautaþúfa är nära nog obefolkad, med mindre än två invånare per kvadratkilometer. Närmaste större samhälle är Blönduós, omkring 18 kilometer norr om Nautaþúfa. Trakten runt Nautaþúfa består i huvudsak av gräsmarker.